# Viola Bathurst
Pour les articles homonymes, voir Bathurst.
Violet Emily Mildred Bathurst, dite Viola Bathurst, née Violet Meeking à Londres le 29 avril 1895 et morte le 19 janvier 1966, est une femme politique britannique. Sympathisante du fascisme, antisémite, elle appartient à la tradition du « conservatisme de la droite radicale ».

## Biographie
L'aînée des deux filles d'un père militaire, elle est issue de la landed gentry, la noblesse terrienne. Elle mène une vie sociale active, et durant la Première Guerre mondiale elle devient infirmière et conductrice d'ambulance au sein du Détachement d'aide volontaire. En 1924 elle épouse le député conservateur Allen Bathurst, dont elle aura deux enfants. Son mari étant fils aîné de comte, elle reçoit le titre de courtoisie de vicomtesse, et est communément appelée Lady Apsley. La même année, le couple part en Australie avec pour objectif de préparer un rapport pour le gouvernement britannique quant à la situation des émigrés britanniques pauvres en Australie. Ils se font passer eux-mêmes pour des migrants, s'installent dans l'Outback et partagent les conditions de vie et de travail des colons pauvres. Viola Bathurst (Lady Apsley) en rédige un compte-rendu sous la forme de littérature de voyage, co-signé par son mari et publié en 1926 avec le titre The Amateur Settlers (Les colons amateurs),,.
En 1930 elle est blessée durant une partie de chasse, perd définitivement l'usage de ses jambes et vivra dans un état de douleur permanente. Motivée comme son mari par le souhait d'éviter une nouvelle guerre dévastatrice, elle est favorable durant les années 1930 à une politique d'apaisement des puissances fascistes d'Europe continentale. Le couple visite l'Allemagne nazie, et Viola Bathurst exprime son admiration pour l'éthique de travail que le régime nazi cultive chez les ouvriers allemands. Son époux et elle co-organisent avec des personnalités ouvertement fascistes des réunions publiques au Royaume-Uni pour appeler à éviter la guerre, et ce jusqu'en avril 1939 « bien après la nuit de Cristal et l'invasion allemande de la Tchécoslovaquie ».
Aviatrice confirmée, elle est commandante-en-chef du service de formation aérienne du Service territorial auxiliaire, la branche féminine de la British Army, durant la Seconde Guerre mondiale. Lorsque son mari meurt à la guerre en décembre 1942, Viola Bathurst est choisie par le Parti conservateur comme candidate pour l'élection partielle qui en résulte dans la circonscription de Bristol-centre. En raison du gouvernement d'unité nationale qui prévaut durant la guerre, les principaux autres partis ne présentent pas de candidat contre elle, mais elle affronte notamment l'ancienne députée travailliste Jennie Lee, candidate indépendante, ainsi que le secrétaire-général du Parti travailliste indépendant, John McNair. Élue avec 52,1 % des voix, elle quitte les forces armées et entre à la Chambre des communes en fauteuil roulant. Elle y consacre son premier discours à demander au gouvernement une campagne d'information pour aider les personnes handicapées à prendre conscience des activités auxquelles elles peuvent encore participer, ainsi qu'une revalorisation des pensions aux handicapés. Députée active, elle prend la parole notamment pour demander un meilleur accompagnement des invalides de guerre. Elle est un temps présidente de la branche féminine de la Légion royale britannique, organisation caritative d'aide aux vétérans des forces armées,,,.
Elle perd son siège de députée aux élections législatives de 1945, raz-de-marée en faveur du Parti travailliste, n'obtenant dans sa circonscription que 36,1 % des voix face au candidat ouvrier présenté par les travaillistes, Stan Awbery. Elle devient alors « une figure aigrie et de plus en plus réactionnaire », s'opposant à la création de l'État-Providence et du Service national de Santé. Elle se présente sans succès dans la circonscription de Bristol-nord-est aux élections de 1950. En 1952 elle est faite commandeur de l'ordre de l'Empire britannique. Son fils aîné Henry Bathurst, devenu 8e comte Bathurst à la mort de son grand-père paternel en 1943, mène une carrière politique au sein du Parti conservateur à la Chambre des lords,,.